# Grupo Taller de Estocolmo
El Grupo Taller de Estocolmo fue un colectivo de escritores chilenos fundado en 1977, en Suecia, por los poetas Sergio Infante, Adrián Santini y Carlos Geywitz a los que se integró en 1978 el poeta Sergio Badilla Castillo y el narrador Edgardo Mardones y que duró hasta finales de la década de los ochenta.

## Historia
El Grupo Taller de Estocolmo tuvo una labor señera en la difusión de la literatura chilena e hispanoamericana en Escandinavia, durante las décadas finales del siglo XX. Una parte importante de su trabajo colectivo fue apoyado por la escritora sueca Sun Axelsson, quien desde la llegada de estos escritores exiliados a la capital sueca, sirvió como vínculo con los círculos intelectuales en Escandinavia.
Un segmento importante de las primeras obras, de los cinco integrantes del Grupo Taller de Estocolmo, surgieron en esta etapa de creatividad conjunta, tales como: Sobre exilios de Sergio Infante, Después del centauro de Adrián Santini, El ojo de la ira de Carlos Geywitz, La morada del signo de Sergio Badilla Castillo o Caperucita esperando al lobo de  Edgardo Mardones.
En 1991, los cuatro poetas del grupo, Infante, Badilla, Santini y Geywitz, son incorporados en la primera antología de poesía chilena, que compila y traduce al sueco la poeta y escritora Sun Axelsson, junto a los traductores, Marina Torres, Leif Duprez y Sören Persson, con el nombre de Bevingade Lejon. (León alado).
La comunidad literaria de estos escritores cesa definitivamente a finales de los ochenta, debido al regreso de Badilla y Mardones a Chile y por la actividad docente y de investigación de Infante y Santini; aunque la afinidad lírica, temática y de amistad los mantiene aún en contacto.